# 熊玉坤
熊玉坤（1919年11月—2023年3月22日），四川北川人，中国人民解放军正军职退休干部、原安徽省军区原顾问。

## 生平
熊玉坤1935年2月入伍，1936年4月加入中国共产党。历任排长、副连长、连长、副营长、营长，团参谋主任，分区作战科长、干管部副部长，分区副政委，军分区第二政委，安徽省军区副政委、政委等职。
1955年，被授予上校军衔。
2023年3月22日，熊玉坤因病于合肥逝世，享年104岁。讣告刊登在6月9日的《解放军报》。